# ジョゼフ・ドール
ジョゼフ・ドール（Joseph Daul、1947年4月13日 - ）は、フランスの政治家。フランス東部選出の欧州議会議員。国民運動連合（UMP）および欧州人民党（EPP）に所属。ストラスブール出身｡
フランスの農業団体の役員､フェティスハイム市長などを経て､1999年から欧州議会議員。2007年1月9日から2014年1月9日まで、欧州議会の院内会派である欧州人民党グループ議長（代表）。2013年11月12日、欧州人民党党首に選出された。